# 한와선
한와선(일본어: 阪和線 한와센[*])은 일본 오사카부 오사카시 덴노지구의 덴노지역에서 와카야마현 와카야마시의 와카야마역 간을 잇는 서일본 여객철도의 철도 노선이다. 한와 선의 지선 역할을 하고 있는 오사카부 사카이시 니시구의 오토리역과 다카이시시의 히가시하고로모역 간을 연결하는 하고로모 선(일본어: 羽衣線 하고로모센[*])도 이 문서에서 일부 언급한다. 또한 오사카 순환선의 직결 운행도 한다.

## 개요

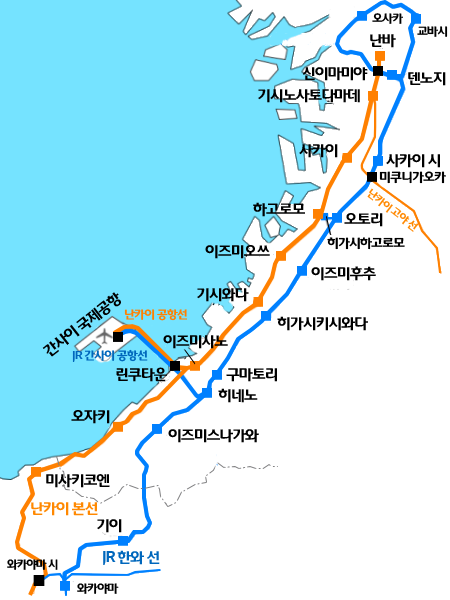
경합 노선도

서일본 여객철도 어번 네트워크의 한 축을 구성하고 있다. 오사카 시가지 남부의 철도 교통 터미널인 덴노지에서 남쪽으로 철도를 늘려 오사카 남부의 각 도시를 경유하여 와카야마에 이르는 노선이다. 한와 선으로부터 서측에 자리한 난카이 전기 철도 본선·공항선과 경합하고 있는 것 이외에 신이마미야역 ~ 모즈역 간에서는 난카이 전기 철도 고야 선과, 오사카 시내에서는 오사카시 고속 오사카시 고속 전기 궤도 다니마치 선 미도스지 선 선 이나 한카이 전기 궤도와도 경합이 이루어지고 있다. 야마나카다니역 ~ 기이역 간의 오사카부와 와카야마현 간의 경계에는 오노야마 고개가 있어 심한 구배 구간이 존재한다. 와카야마 역에서는 기세이 본선과 접속하게 되어 기세이 본선을 통해 난키 방면으로 향하는 특급 열차도 운행되고 있다. 간사이 국제공항이 개통한 1994년 이후에는 간사이 공항선과 연락되어 공항 연락 노선으로서의 중요한 역할을 가지게 되었다.
사철인 난카이 전기 철도 야마테 선을 제2차 세계 대전 직전에 국유화한 노선이기 때문에 독특한 삼각 지붕이 특징인 역사도 다수 존재했지만 최근 역사의 개축에 따라 많이 사라졌다. 국철 시대 표준이었던 2면 3선의 역 구조를 가진 역은 없고, 한와 선의 대부분 주요 역은 2면 4선 구조를 취하고 있다. 그 후, 민영화에 의해 서일본 여객철도의 노선이 되었다. 노선 색상은 주황색 (■)으로 선정 이유는 '햇빛이 흘러넘치는 대지를 상징하기 때문'이었다. 어번 네트워크의 각 노선의 애칭이 도입딜 당시 이 노선에도 야마토지 선과 같은 애칭을 붙이자는 의견이 검토되었지만 백지화되었다.
또, 오토리역에서 분기되는 히가시하고로모역까지의 지선은 통칭 하고로모 선으로 불린다. 이 구간의 노선 색상은 정해져있지 않다. 덧붙여 스기모토초역에서 분기되어 야오역까지 연결되는 화물 노선은 간사이 본선 소속의 한와 연락선으로 통칭되었지만 2009년 3월 정식으로 폐지되었다.
전 노선에서 교통카드인 이코카의 사용이 가능하며, 히가시사노역 등 일부 역을 제외한 곳에서는 J스루 카드의 사용도 가능하다.

## 운행 형태
| 역명 | 구 | B  | 직 | 키                  | 칸                                         | 쾌 |
| --- | -- | -- | -- | ------------------- | ------------------------------------------ | -- |
| 덴노지 | ●  | ●  | ●  | ●                   | ●                                          | ●  |
| 비쇼엔 | ｜ | ｜ | ｜ | ｜                  | ｜                                         | ｜ |
| 미나미타나베 | ｜ | ｜ | ｜ | ｜                  | ｜                                         | ｜ |
| 쓰루가오카 | ｜ | ｜ | ｜ | ｜                  | ｜                                         | ｜ |
| 나가이 | ｜ | ｜ | ｜ | ｜                  | ｜                                         | ｜ |
| 아비코초 | ｜ | ｜ | ｜ | ｜                  | ｜                                         | ｜ |
| 스기모토초 | ｜ | ｜ | ｜ | ｜                  | ｜                                         | ｜ |
| 아사카 | ｜ | ｜ | ｜ | ｜                  | ｜                                         | ｜ |
| 사카이시 (사카이 시역) | ●  | ●  | ●  | ●                   | ●                                          | ●  |
| 미쿠니가오카 | ●  | ●  | ●  | ●                   | ●                                          | ●  |
| 모즈 | ｜ | ｜ | ｜ | ｜                  | ｜                                         | ｜ |
| 우에노시바 | ｜ | ｜ | ｜ | ｜                  | ｜                                         | ｜ |
| 쓰쿠노 | ｜ | ｜ | ｜ | ｜                  | ｜                                         | ｜ |
| 오토리 | ●  | ●  | ●  | ●                   | ●                                          | ●  |
| 도노키 | ●  | ｜ | ｜ | ｜                  | ｜                                         | ｜ |
| 기타시노다 | ●  | ｜ | ｜ | ｜                  | ｜                                         | ｜ |
| 시노다야마 | ●  | ｜ | ｜ | ｜                  | ｜                                         | ｜ |
| 이즈미후추 | ●  | ●  | ●  | ●                   | ●                                          | ●  |
| 구메다 | ●  | ｜ | ｜ | ｜                  | ｜                                         | ｜ |
| 시모마쓰 | ●  | ｜ | ｜ | ｜                  | ｜                                         | ｜ |
| 히가시키시와다 | ●  | ●  | ●  | ●                   | ●                                          | ●  |
| 히가시카이즈카 | ●  | ｜ | ｜ | ｜                  | ｜                                         | ｜ |
| 이즈미하시모토 | ●  | ｜ | ｜ | ｜                  | ｜                                         | ｜ |
| 히가시사노 | ●  | ｜ | ｜ | ｜                  | ｜                                         | ｜ |
| 구마토리 | ●  | ●  | ●  | ●                   | ●                                          | ●  |
| 히네노 | ●  | ●  | ●  | ● 간쿠쾌속이랑 분리 | ● 간쿠 쾌속의 종점 기슈지 쾌속와 같이 분리 | ●  |
| 나가타키 | ●  | ●  | ｜ | ▲                   |                                            | ｜ |
| 신게 | ●  | ●  | ｜ | ▲                   | ｜                                         |    |
| 이즈미스나가와 | ●  | ●  | ●  | ●                   | ●                                          |    |
| 이즈미톳토리 | ●  | ●  | ｜ | ▲                   | ｜                                         |    |
| 야마나카다니 | ●  | ●  | ｜ | ▲                   | ｜                                         |    |
| 기이 | ●  | ●  | ●  | ●                   | ●                                          |    |
| 무소타 | ●  | ●  | ●  | ●                   | ●                                          |    |
| 기이나카노시마 | ●  | ●  | ｜ | ▲                   | ｜                                         |    |
| 와카야마 | ●  | ●  | ●  | ●                   | ●                                          |    |
| 범례 - ▲: 일부 열차만 정차 - ▼: 한와 라이너 하행선 열차만 정차 - 구: 구간 쾌속 - B: B쾌속 - 직: 직통 쾌속 - 기: 기슈지 쾌속 - 간: 간쿠 쾌속 - 쾌: 쾌속 |    |    |    |                     |                                            |    |

대낮 시간대에는 덴노지역 ~ 히네노역 간에서 쾌속과 보통이 각각 시간당 6편씩 운전되고 있다. 히네노역 이남 구간 (~와카야마역)의 운전 편수는 오사카 방면에서 온 대부분의 열차가 히네노 역에서 종착하기 때문에 히네노 역 이북 구간의 열차 편수에 비해 비교적 적은 편이다. 또 히네노 역 이남 지역의 특급의 우선도가 높기 때문에 히네노역·이즈미스나가와역에서 특급 열차와 보통 열차의 접속이 이루어지는 한편으로 쾌속 열차와의 접속 환경이 열악한 경우도 많기 때문에 쾌속 통과역과의 격차가 커지고 있다. 선내에서만 운전되는 열차 이외에 오사카 순환선, 간사이 공항선, 기세이 본선으로 직결 운행하는 열차도 설정되어 있다. 2008년 3월 15일 시간표 개정까지는 간사이 본선 JR 난바 역 발착의 열차도 존재했었다.
덴노지역 구내에서는 야마토지 선과 평면 교차하여 단선으로 운전하는 한와 선과의 단락선을 복선화하는 공사가 이루어져 2008년 3월 15일 시간표 개정시부터 사용을 개시하였다. 대낮 시간대의 덴노지 역 ~ 와카야마 역 간의 쾌속과 JR 난바 역 발착의 간쿠 쾌속이 오사카 순환선과 직통 운전하는 간쿠·기슈지 쾌속에 통합되어 같은 시간대의 간쿠·기슈지 쾌속이 매시 3편으로 증발되었다. 이 복선화는 야마토지 선의 시간표 혼란이 큰 영향을 끼치는 것을 막는 효과를 가지고 있다. 또 아침 출근 시간대에 오사카 순환선 내 각역에 정차하는 직통 쾌속도 운전이 개시되었다. 전반적으로 히네노역 이북에서는 8량 편성의 쾌속 열차가 대폭 증가되었기 때문에 난카이 전기 철도 본선과 수송력에서 차이가 나게 되었다.
| 종별/역명 | 종별/역명   | 덴노지 | ……  | 히네노 | 히네노 | ……  | 와카야마 |
| --------- | ----------- | ------ | --- | ------ | ------ | --- | -------- |
| 운행 편수 | 기슈지 쾌속 | 3편    | 3편 | 3편    | 3편    | 3편 | 3편      |
| 운행 편수 | 간쿠 쾌속   | 3편    | 3편 | 3편    |        |     |          |
| 운행 편수 | 쾌속        | 3편    | 3편 | 3편    |        |     |          |
| 운행 편수 | 보통        | 3편    | 3편 | 3편    | 3편    | 3편 | 3편      |
| 운행 편수 | 보통        | 3편    |     |        |        |     |          |

### 특급
기세이 본선 (기노쿠니 선)에 직통하는 특급 구로시오·슈퍼 구로시오·오션애로우 호와 간사이 공항선에 직통하는 특급 하루카 호가 운전되고 있다. 정차역은 덴노지, 오토리(오션애로우·하루카 제외), 이즈미후추 (오션애로우 제외), 히네노 (오션애로우 제외), 이즈미스나가와(오션애로우 제외)이다. 대낮 시간대 이후에는 심야 시간대를 제외하고는 시간당 3편 (난키 방면 1편, 간사이 공항 방면 2편)으로 비교적 운행 편수가 많아 승객이 많은 시기에는 임시 열차도 운전되기 때문에 시간당 4편 가까이의 편수가 운전되고 있다. 기본적으로 6량 편성이 운전되지만 승객이 많을 때에는 9량 편성으로 운전되기도 한다. 덴노지역 ~ 와카야마역 간에서는 정차역이 비교적 적기 때문에 시판되고 있는 시간표의 한와 선 페이지에서는 생략되어 있다. 2003년까지의 서일본 여객철도 와카야마 지사 감수의 한와선 시간표에는 구로시오의 시간표도 개제되어 있었다.

### 한와 라이너
덴노지역 ~ 와카야마역 간의 홈 라이너로서 '한와 라이너'가 운행되고 있다. 6호 (상행)만 구마토리 시발이다. 차량은 기본적으로 리뉴얼이 이루어지지 않은 일본국유철도 노선색의 381계 전동차가 사용된다. 특급 전용의 틈새 운용 등에 따라 구로시오나 슈퍼 구로시오에 쓰이던 차량이 대신 쓰이는 경우도 있다. 이 경우에는 그린차는 일반 차량급으로 사용된다.
1984년 9월부터 덴노지역 ~ 히네노역간에 운전을 개시한 '홈 라이너 이즈미'가 전신이다. 특급 구로시오의 381계 전동차의 히네노 전차구 입선 회송 열차를 좌석 정리권을 필요로 하는 정원제 열차로서 운행해온 것으로 간사이 지방 최초의 홈 라이너였다. 1986년 11월 개정에 따라 운전 구간이 와카야마역까지 연장되어 한와 라이너로 개칭되어 현재에 이르게 되었다. 이전에는 평일에 상행 3편, 하행 6편이 운전되었지만 일부가 신오사카역이나 교토역 방면 발착 특급 구로시오로 변경되어 2002년 3월 이후에는 상행 2편, 하행 4편으로 축소되었다. 2009년 3월의 시간표 개정부터는 휴일 시간대의 운전이 중단되었으며 같은 해 6월 1일부터는 전면 금연화되었다.
2011년 3월 12일 시간표 개정에 따라 폐지되었다.

### 간쿠·기슈지 쾌속

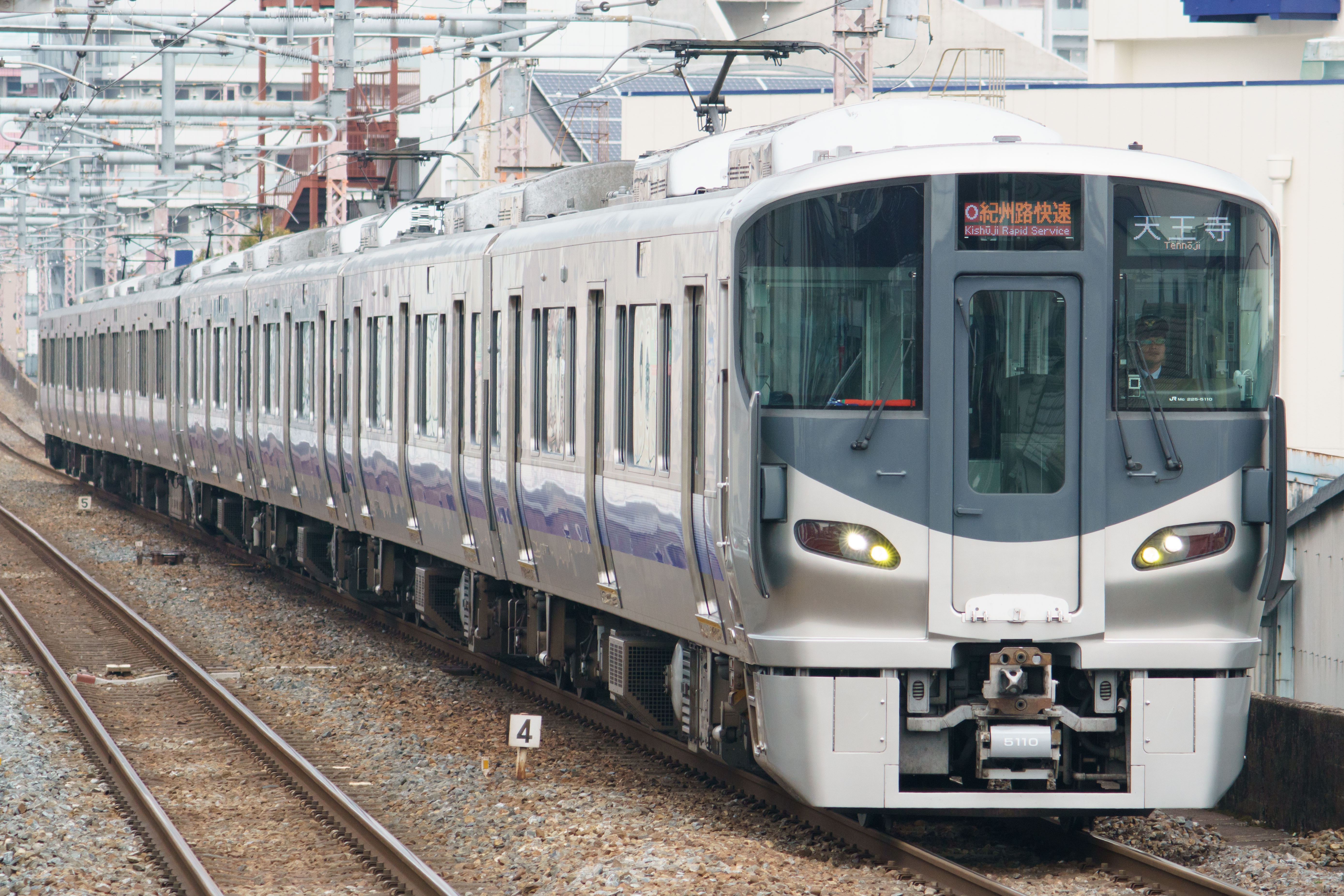
간쿠·기슈지 쾌속에 사용되는 225계

간쿠 쾌속 또는 관공쾌속(일본어: 関空快速 칸쿠우카이소쿠[*])은 간사이 공항 특급 하루카와 함께 간사이 국제공항 연계 열차로서 오사카 순환선 덴노지역 ~ 간사이 공항역에 한해 간사이 국제공항이 개항한 1994년 9월부터 운행이 개시된 쾌속 열차이다. 차량은 서일본 여객철도 223계 전동차의 0번대와 2500번대가 사용되고 있다. 대낮 시간대에는 간사이 공항역 ~ 오사카역 ~ 교바시 간에 매시간 3편 정도 운전되고 있다. 이 때문에 덴노지역 한와 선 승강장 발착의 열차는 조조와 심야 시간대에만 존재한다. 조조와 심야 시간대를 제외한 모든 열차는 히네노역 이북 전 구간에서 와카야마역 시발 기슈지 쾌속과 병결하여 8량 편성으로 운행되고 있다. 이 경우에는 간사이 공항선 내에서는 4량으로 운전되어 병결 시에는 간쿠 쾌속이 뒷부분, 기슈지 쾌속이 앞부분인 형태로 연결된다. 2008년 3월 15일 시간표 개정 이후에는 덴마역과 사쿠라노미야역에도 정차하게 되어 저녁 이후에는 오사카 순환선을 일주해 덴노지역까지 운전되는 운용이 대폭 증가한다. 또 JR 난바 역에서 시발하는 열차와 특별쾌속 '윙' 호도 있었으나, 2008년 3월 15일 이후 소멸하였다.
한편 기슈지 쾌속(일본어: 紀州路快速 키슈우지카이소쿠[*])은 오사카 방면에서 와카야마 방면에의 관광객 및 통근객의 증대를 도모하고자 이 때까지 교토역 ~ 신오사카역 방면에서 와카야마 방면으로 운행하는 특급 열차에 더하여 1999년 5월부터 신설된 쾌속 열차이다. 오사카 순환선에서 발착하여 덴노지역에서 교바시, 오사카, 니시쿠조를 경유하여 (다만 대부분은 교바시 시발) 운전되고 있다. 간쿠 쾌속과 같이 223계 전동차 0번대와 2500번대가 운용된다. 히네노역 이북에서는 전 열차가 8량 편성으로 기본적으로 히네노역까지는 간쿠 쾌속과 병결 운전을 행하여 히네노역에서 분할과 병결이 이루어진다. 이전에는 출퇴근 시간대에 1~5호차의 5량이 기슈지 쾌속이었으며, 나머지 시간대에는 그 반대였으나 2008년 3월 15일의 시간표 개정에 따라 8량 편성을 간쿠와 기슈지 쾌속이 4량씩 차지하는 형태로 통일되어 시간대에 따라 기슈지 쾌속과 간쿠 쾌속의 연결 순서가 바뀌는 경우도 있다. 휴일 시간표에서 아침의 상행 열차에는 간쿠 쾌속이 병결되지 않은 채 기세이 본선 고보역에서 시발하여 와카야마 역에서 8량으로 증결하여 운행하는 특별한 형태도 있다. 오사카 방면으로 가는 열차의 와카야마 역 ~ 히네노 역 간에는 4량 편성으로 운전되기 때문에 시발역인 와카야마 역에서부터 혼잡해지는 경우가 많다.
덧붙여, 간쿠 쾌속과 기슈지 쾌속의 합동 운행이 시작된 이래 와카야마 방면에서의 이용객은 많아졌지만 간쿠 쾌속의 이용객은 적어지게 되었다.

### 쾌속
전 구간에서 일부의 역에만 정차하는 쾌속 운전을 행한다. 주로 덴노지역 ~ 히네노역 간에 운전되어 대낮에는 매시 3편이 운전되고 있다. 러시아워 시간대에는 오토리역, 히가시키시와다역, 와카야마역 발착, 구마토리역 발 이외에 기세이 본선 직통 열차도 설정되어 있다. 휴일 조조 시간대에는 오사카 순환선 내에서도 쾌속 운전을 행하는 오사카 방면에의 열차가 설정되어 있으며 평일의 같은 시간대에는 직통 쾌속이 운전되고 있다.
조조와 심야에는 신오사카역에서 시발하여 기세이 본선 기이타나베역까지 직통하는 열차도 있으며 이 열차는 하루카 등과 같이 우메다 화물선 경유로 운행되기 때문에 오사카역에는 정차하지 않는다. 심야 열차는 2000년까지 일본국유철도 165계 전동차가 사용되어 신구역까지 운전되었었다. (기세이 본선 문서 참조) 덧붙여 이 열차는 2010년 3월 시간표 개정 때 고보역까지 운전되도록 예정되어 있다.
덴노지역 ~ 와카야마역 간에서는 빠르면 58분 정도 소요되지만 도중역에서 특급의 통과를 위한 대기가 많기 때문에 현재의 시간표에서는 같은 구간 운행에 1시간 정도 걸리는 열차가 대부분이다.
2008년 3월 15일의 시간표 개정까지 히네노역 이남 구간의 쾌속의 대부분은 오사카 순환선 직통의 간쿠·기슈지 쾌속으로 대체되어 덴노지역 ~ 이즈미스나가와역 이남 간의 열차는 러시아워 시간대와 야간에 운전되고 있으며 히네노역 이남에셔는 4량 편성으로 운전되고 있다. 기본적으로 차량은 히네노 전차구 소속의 223계 전동차나 나라 전차구의 221계 전동차가 이용된다.

### 직통 쾌속
직통 쾌속은 2008년 3월 15일의 시간표 개정으로 평일 아침 출근 시간대에 신설된 오사카 순환선 직통 열차이다. 정차역은 한와 선 내에서는 쾌속과 동일하며 오사카 순환선 안에서는 각역에 정차한다. 차량은 223계를 사용하고 있다. 상행은 10편이 오사카 순환선 외선을 경유해 오사카역·교바시 방면으로 운전된다. 오사카 순환선을 일주하는 열차 등과 같이 도중역으로서 일단 덴노지역에 정차하는 것에서 오사카 방면으로 운행하지 않는다는 오해를 피하기 위해 교바시 행을 제외하고 오사카 역까지는 오사카 순환선으로 안내하고 있다. 하행은 오사카 순환선 덴노지 역에서 교바시 역을 경유해 오토리역이나 와카야마역 행이 각각 1편씩 운행하고 있다.

### B쾌속
B쾌속은 덴노지역 ~ 구마토리역 간의 정차역은 쾌속과 동일하지만 구마토리 역 ~ 와카야마 역 간은 각 역에 정차하는 열차로 조조와 심야 시간대에 운전되고 있다. 1988년 3월 13일 이후 신설되었다. 신설 당초에는 대낮에도 시간당 1편은 반드시 운전되었지만 다음해 개정에 따라 쾌속으로 승격됨에 따라 오전 중의 상행 열차와 심야의 하행을 제외하고는 소멸되었다. 간사이 국제공항 게업 이전에는 223계의 6량 편성으로 운전되어 기세이 본선 스사미역 시발 열차도 존재했었다.
조조 상행 1편째는 일본국유철도 113계 전동차 4량 편성으로 운전되는 신오사카 행으로 상행 와카야마역 ~ 이즈미톳토리역 (휴일에는 나가타키역) 간의 시발 열차도 있다. 또 이 열차는 오사카역을 통하지 않고 우메다 화물선을 경유하는 편수가 드문 쾌속 열차 중 하나이다. 그 이외에는 보통 열차 정차역이 6량 편성 대응이기 때문에 일본국유철도 103계 전동차 또는 일본국유철도 205계 전동차의 6량 편성이 운전된다.

### 구간 쾌속

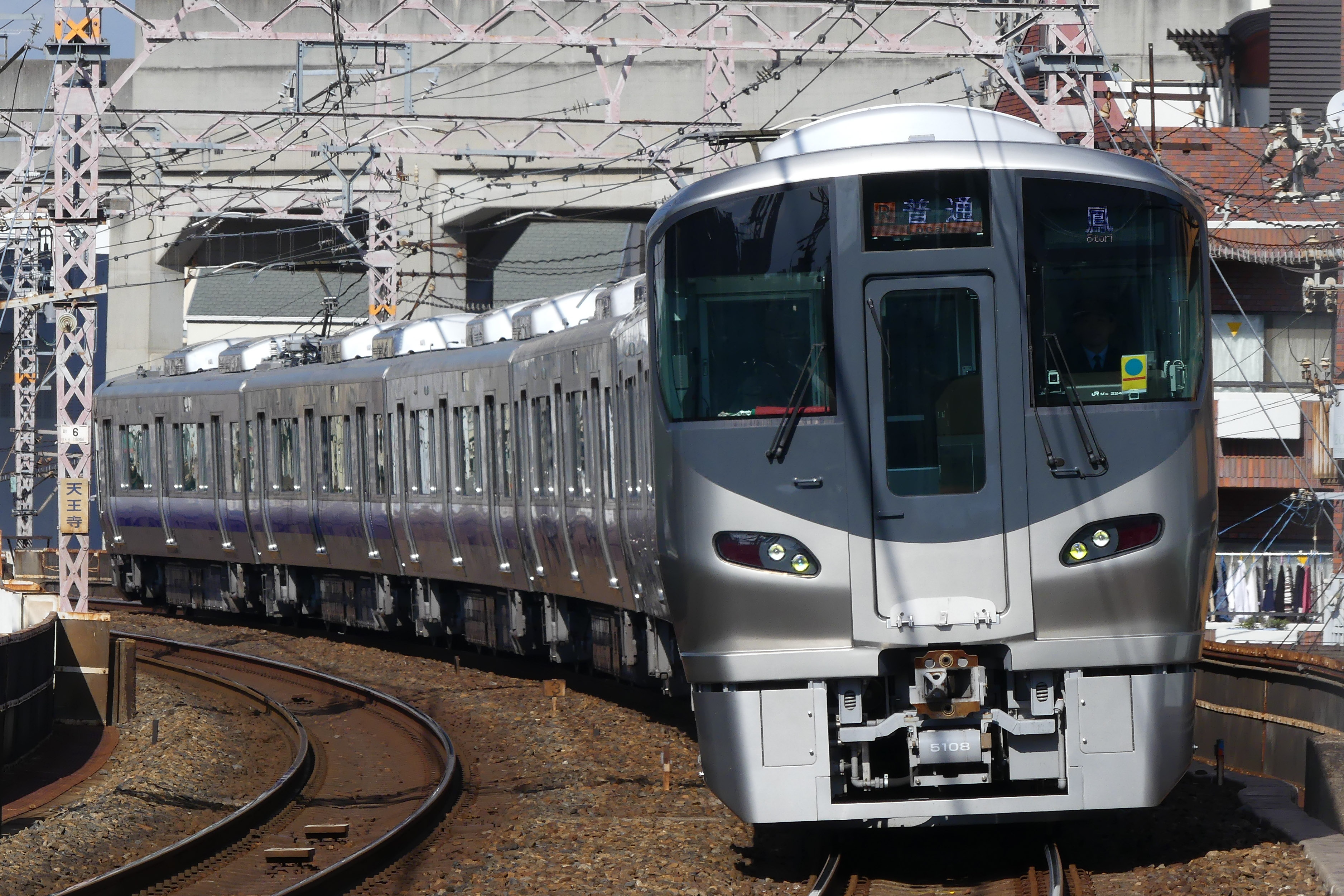
구간 쾌속에 사용되는 신형 전동차 225계 비쇼엔역 촬영 2016년에 촬영

구간 쾌속(일본어: 区間快速 쿠칸카이소쿠[*])은 덴노지역 ~ 오토리역 간의 정차역은 쾌속과 동일하지만 오토리역 이남에서는 각 역에 정차하는 열차이다. 1999년 5월에 쾌속 정차역에 미쿠니가오카 역이 추가됨에 따라 해마다 감편되는 경향이 있어 주로 아침 출근 시간대와 심야 (히네노역 행이 막차) 시간대에 설정되어 있다. 덧붙여 2003년부터 2006년 3월까지 휴일의 아침에 1왕복만 오사카 순환선 ~ 오토리역 간의 구간 쾌속 (오사카 순환선 내에서는 각역정차)도 설정되어 있었다. 차량은 일본국유철도 103계 전동차 또는 일본국유철도 205계 전동차로 4~6량 편성으로 운전된다.

### 보통
운전 구간 내의 모든 역에 정차한다. 덴노지역 및 히네노역 등에시 시발하여 오토리역·히네노역·이즈미스나가와역·와카야마역 간에 운전되고 있다. 쓰루가오카역, 스기모토초역, 우에노시바역, 오토리역, 이즈미후추역, 히가시키시와다역, 히가시카이즈카역, 구마토리역, 히네노역, 나가타키역, 이즈미스나가와역, 기이역에는 대피 설비가 있기 때문에 후속의 쾌속 및 특급 열차의 통과를 위한 대피가 이루어진다. 대낮 시간대에는 덴노지역 ~ 히네노역·와카야마역 간의 열차가 시간당 3편씩 조금 어긋난 형태로 운전된다. 차량은 일본국유철도 103계 전동차 또는 일본국유철도 205계 전동차로 4량 편성이 중심으로 6량 편성의 열차도 있지만 조조의 오토리역 시발 와카야마 행의 1편만 서일본 여객철도 223계 전동차 4량 편성으로 운전된다.

## 사용 차량
특별히 기술한 차량을 제외하고 모두 히네노 전차구 소속이다.

### 특급 및 라이너
일본국유철도 381계 전동차
특급 구로시오 및 슈퍼 구로시오와 한와 라이너로 이용된다.
서일본 여객철도 281계 전동차
간사이 국제공항 연결 특급 하루카 호로 이용된다.
서일본 여객철도 283계 전동차
드물게 오션애로우 호로서 운용된다.

### 쾌속 이하 열차
서일본 여객철도 223계 전동차 0번대·2500번대
간쿠·기슈지 쾌속, 직통 쾌속, 쾌속, 보통에 사용되고 있다. 간사이 국제 공항에의 연계 열차로서 사용되기 때문에 간사이 국제 공항 개항 직전인 1994년 4월 1일부터 사용이 개시되었다. 그 후 한와 선의 운행 형태의 변경에 따라 증비되었다.
서일본 여객철도 225계 전동차 ( 스이타 종합 차량소 히네노 지소 소속)
쾌속으로만 사용되고 있다. 오사카 순환선과 한와 선 간의 상호 열차 이동이 심야 시간대에 이루어져 오사카 순환선에서 한와 선으로는 우메다 화물선 경유로 신오사카역까지 회송되어 회차, 쾌속 기이타나베 행으로서 운행되고 반대의 경우에는 덴노지역 까지 운행된 후 병결 상태로 쾌속으로서 오사카·교바시행으로 운행한다.
일본국유철도 113계 전동차
쾌속, B쾌속, 보통 열차를 충당하고 있다. 2008년 3월 15일 시간표 개정에 의해 간쿠·기슈지 쾌속의 운행 형태가 대폭 변경되어 223계의 증비에 의해 한와 선 내의 113계를 충당하는 열차가 많이 줄어들어 조조의 신오사카역 발착 1왕복과 출퇴근 시간대 각 1욍복, 총 3왕복으로서만 운행되고 있다.
그리고 하고로모 지선인 225계 5100번대로 운행중
과거에 운행 되던 차량
일본국유철도 103계 전동차
기본적으로 보통 열차로만 충당되고 있지만 혼잡 시에 쾌속, B쾌속, 구간 쾌속에도 충당된다. 하고로모 선에서 1인 승무 대응 차량으로서 운용되고 있다.
일본국유철도 205계 전동차
기본적으로 보통 열차로만 충당되고 있지만 혼잡 시에 쾌속, B쾌속, 구간 쾌속에도 103계와 같이 충당된다. 103계와 같이 6량 편성이 공통 운용되고 있다. 1000번대 또한 4량 편성으로 103계의 4량 편성과 공통 운용되고 있다.

## 역사
게이한 전기 철도와 오사카 상선 등이 출자한 한와 전기 철도에 의해 난카이 전기 철도가 보유하는 난카이 본선이 독점하고 있었던 한와 간의 운송을 도모하기 위해 건설되었다. 그 때문에 한와 전기 철도와 난카이 전기 철도 간에 승객 획득을 위한 과다 경쟁이 심해졌지만 1940년에 한와가 난카이에 합병되어 야마테 선이 되었다가 1944년에 오사카와 와카야마 간의 직통 노선을 보유하지 못했었던 일본국유철도에 매수되어 한와 선으로 변모하였다.
- 1929년 7월 18일: 한와 전기 철도에 의해 한와텐노지 ~ 이즈미후추 간과 그 지선 오토리 ~ 한와하마데라 간이 개업하였다. 개업 당시부터 복선 전철 노선이었다.
- 1930년 1월 1일: 아비코간온마에 가정차장이 개업하였다.
- 1930년 4월 1일: 영업 거리의 측량 단위가 마일에서 미터로 변경되었다.
- 1930년 6월 16일: 이즈미후추 ~ 한와히가시와카야마 간의 복선 전철 구간이 개업하였다. 구메다역, 하부고 역, 이즈미하시모토 정류장, 구마토리역, 히네노 정류장, 나가타키역, 신게 정류장, 신다치 역, 야마나카다니역, 기이역, 무소타 정류장, 한와히가시와카야마 역이 개업하였다.
- 1930년 12월 6일: 아비코간온마에 가정거장이 정류장으로 변경되었다.
- 1931년 3월 3일: 히네노 정류장과 신게 정류장이 역으로 승격되었다.
- 1931년 10월 10일: 무소타 정류장이 역으로 승격되었다.
- 1932년 1월: 신다치 역이 이즈미스나가와역으로 개칭되었다. 또, 같은 해 1월 1일 나카노시마 정류장이 개업하였다가 1월 15일 한와나카노시마 정류장으로 개칭되었다.
- 1932년 2월 2일: 사카이 시 정류장 (같은 해 한와 사카이 정류장으로 개칭), 구즈하이나리 정류장 (같은 해 한와구즈하 정류장으로 개칭)이 개업하였다.
- 1932년 4월 1일: 하부고 역이 한와키시와다 역으로 개칭되었다.
- 1933년 1월 23일: 스기모토초 정류장이 역으로 승격되었다.
- 1933년 11월:한와 덴노지 역 ~ 기이도미다 역 간에 온천 열차가 운전을 개시하였다.
- 1933년 12월 20일: 한와덴노지 역 ~ 한와히가시와카야마 역 간에 특급 운전이 개시되었다.
- 1934년 9월 24일: 한와카이즈카 역이 개업하였다.
- 1936년 9월 25일: 한와나카노시마 정류장을 기이나카노시마 정류장으로 개칭하였다.
- 1937년 9월 3일: 한와아사카야마 정류장이 개업하였다.
- 1937년 12월: 온천 열차가 폐지되었다.
- 1938년 5월: 닌토쿠고료마에 정류장을 모즈고료마에 정류장으로 개칭하였다. 5월 22일에는 한와쓰루가오카 정류장이 개업하였다.
- 1939년 1월 9일: 이즈미가오카 정류장이 개업하였다.
- 1940년 3월 1일: 도노키 정류장이 개업하였다.
- 1940년 12월 1일: 한와 전기 철도가 난카이 전기 철도에 인수되어 난카이 전기 철도 소속 야마테 선이 되었다. 이와 동시에 한와가 붙은 일부 역은 난카이가 붙게 되었으며, 한와아사카야마는 야마테아사카야마로, 한와사카이는 사카이카네오카로, 한와하마데라는 야마테하고로모로, 한와쿠즈하는 구즈하이나리로, 한와기시와다는 히가시키시와다로, 한와카이즈카는 히가시카이즈카, 한와스나가와는 스나가와엔으로 개칭되었다.
- 1942년 2월 15일: 미쿠니가오카 정류장이 개업하였다.
- 1944년 5월 1일: 국유화에 따라 일본국유철도 한와선이 되었고, 난카이텐노지 역이 덴노지역으로, 기이나카노시마 정류장이 기이나카노시마역으로, 난카이히가시와카야마 역이 히가시와카야마 역으로 그 기능이 흡수되었다. 이와 동시에 정류장을 역으로 승격시켜 난카이쓰루가오카 정류장은 쓰루가오카역으로, 린난지마에 역은 나가이역으로, 아비코칸논마에 정류장은 아비코초역으로, 야마테아사카정류장은 아사카역으로, 사카이가네오카 역은 가네오카 역으로, 모즈고료마에 정류장은 모즈역으로, 야마테하고로모 역은 히가시하고로모역으로, 구즈하이나리 정류장은 기타시노다역으로, 이즈미가오카 정류장은 히가시사노역으로, 스나가와엔 역은 이즈미스나가와역으로 개칭되었다.
- 1944년 8월 1일: 오토리역 ~ 히가시하고로모역 간이 단선화되었다.
- 1960년 9월 1일: 쓰쿠노역이 개업하였다.
- 1963년 4월 1일: 이즈미톳토리역이 개업하였다.
- 1965년 3월 1일: 가네오카 역을 사카이 시역으로 개칭하였고, 특급 구로시오 호와 아스카 호의 운전이 개시되었다.
- 1967년 10월 1일: 아스카 호의 이용 부진으로 폐지되었다.
- 1968년 3월 1일: 히가시와카야마 역을 와카야마역으로 개칭하였다.
- 1972년 3월 15일: 한와 선에서 신쾌속의 운전이 개시되었다. 도중 정차역은 오토리역만으로 오사카와 와카야마 간의 소요 시간이 45분으로 크게 단축되었다.
- 1974년 6월: 오토리역 ~ 히가시하고로모역 간이 고가화되었다.
- 1977년 4월 14일: 일본국유철도 70계 전동차, 일본국유철도 72계 전동차 등 구형 전동차가 운행을 종료하였다.
- 1978년 10월 2일: 신쾌속이 폐지되었고, 기세이 본선 전철화에 수반해 구로시오 호에 전동차의 운행이 시작되었다. 폐지된 신쾌속은 덴노지역 ~ 고보역·기이타나베역 간에 직통하는 쾌속 열차가 계씅하였다.
- 1984년 4월 1일: 시모마쓰역이 개업하였다.
- 1984년 9월 1일: 간사이 최초의 홈 라이너인 홈 라이너 이즈미가 덴노지역 ~ 히네노역 간에 운전을 개시하였다.
- 1986년 11월 1일: 미쿠니가오카 역이 구간 쾌속 정차역이 되었으며 동시에 대낮 시간대 구간 쾌속이 쾌속으로 승격되었다. 홈 라이너 이즈미의 운행 구간이 와카야마역으로 연장되어 한와 라이너로서 운전을 개시하였다.
- 1987년 4월 1일: 민영화에 의해 서일본 여객철도의 소속이 되었다.
- 1988년 3월 13일: B쾌속의 운전이 개시되었다.
- 1989년 7월 22일: 덴노지역 구내의 한와 선에서 야마토지 선으로 연결되는 단락선이 개통하여 특급 구로시오 호가 오사카 순환선을 끼고 신오사카역·교토역까지 직통 운전을 개시하였으며 슈퍼 구로시오 호의 운행이 개시되었다.
- 1989년 10월 20일: 오토리역 ~ 히가시하고로모역 간 1인 승무가 개시되었다.
- 1994년 9월 4일: 간쿠 쾌속 및 특급 하루카 호의 운행이 개시되었다.
- 1996년 7월 31일: 서일본 여객철도 283계 전동차를 사용하는 특급 '슈퍼 구로시오 오션애로우 호'의 운행이 개시되었다. 이듬해 3월 8일에는 종별을 '오션애로우 호'로 바꾸었다.
- 1999년 5월 10일: 기슈지 쾌속 운행이 개시되었다. 미쿠니가오카 역, 기이역, 무소타역이 표준 쾌속 정차역이 되었다.
- 2000년 3월 11일: 대낮의 덴노지역 발착 쾌속에 사용되는 차량을 서일본 여객철도 221계 전동차로 전환하였다.
- 2004년 ~ 2006년: 비쇼엔역 ~ 스기모토초역 간의 고가화가 완성되었다.
- 2008년 3월 15일: 야마토지 선과의 단락선이 복선화되어 오사카 순환선과 연결되는 직통 쾌속의 운행이 개시되었다.
- 2009년 7월 1일: 전 구간에서 금연화가 실시되었다.[3]

## 역 목록
| 역명                   | 일어 역명  | 접속 노선 | 역간 거리 | 영업 거리         | 소재지            | 소재지       | 소재지     |
| ---------------------- | ---------- | --- | --------- | ----------------- | ----------------- | ------------ | ---------- |
| 덴노지                 | 天王寺     | ■ 오사카 순환선 ■ 간사이 본선 (야마토지 선) ■오사카시 고속 전기 궤도 미도스지 선 ■ 오사카시 고속 전기 궤도 다니마치 선 ■ 긴키 닛폰 철도 미나미오사카 선 (오사카아베노바시 역) ■ 한카이 전기 궤도 우에마치 선 (덴노지에키마에 역) | 0.0       | 0.0               | 오사카부          | 오사카시     | 덴노지구   |
| 비쇼엔                 | 美章園     | | 1.5       | 1.5               | 오사카부          | 오사카시     | 아베노구   |
| 미나미타나베           | 南田辺     | 1.5 | 3.0       |                   | 오사카부          | 오사카시     | 아베노구   |
| 쓰루가오카             | 鶴ヶ丘     | 0.9 | 3.9       |                   | 오사카부          | 오사카시     | 아베노구   |
| 나가이                 | 長居       | ■ 오사카시 고속 전기 오사카시 고속 전기궤도 미도스지선 | 0.8       | 4.7               | 오사카부          | 오사카시     | 스미요시구 |
| 아비코초               | 我孫子町   | | 1.2       | 5.9               | 오사카부          | 오사카시     | 스미요시구 |
| 스기모토초             | 杉本町     | 1.0 | 6.9       |                   | 오사카부          | 오사카시     | 스미요시구 |
| 아사카                 | 浅香       | 1.0 | 7.9       | 사카이시          | 오사카부          | 사카이구     |            |
| 사카이시 (사카이 시역) | 堺市       | 0.9 | 8.8       | 사카이시          | 오사카부          | 사카이구     |            |
| 미쿠니가오카           | 三国ヶ丘   | ■ 난카이 전기 철도 고야 선 | 1.4       | 사카이시          | 오사카부          | 사카이구     | 10.2       |
| 모즈                   | 百舌鳥     | | 0.9       | 사카이시          | 오사카부          | 사카이구     | 11.1       |
| 우에노시바             | 上野芝     | 1.3 | 12.4      | 사카이시          | 오사카부          | 니시구       |            |
| 쓰쿠노                 | 津久野     | 1.3 | 13.7      | 사카이시          | 오사카부          | 니시구       |            |
| 오토리                 | 鳳         | ■ 하고로모 선 | 1.4       | 사카이시          | 오사카부          | 니시구       | 15.1       |
| 도노키                 | 富木       | | 1.2       | 16.3              | 오사카부          | 다카이시시   | 다카이시시 |
| 기타시노다             | 北信太     | 1.7 | 18.0      | 이즈미시          | 이즈미시          |              |            |
| 시노다야마             | 信太山     | 1.4 | 19.4      | 이즈미시          | 이즈미시          |              |            |
| 이즈미후추             | 和泉府中   | 1.5 | 20.9      | 이즈미시          | 이즈미시          |              |            |
| 구메다                 | 久米田     | 3.0 | 23.9      | 기시와다시        | 기시와다시        |              |            |
| 시모마쓰               | 下松       | 1.2 | 25.1      | 기시와다시        | 기시와다시        |              |            |
| 히가시키시와다         | 東岸和田   | 1.5 | 26.6      | 기시와다시        | 기시와다시        |              |            |
| 히가시카이즈카         | 東貝塚     | 1.5 | 28.1      | 가이즈카시        | 가이즈카시        |              |            |
| 이즈미하시모토         | 和泉橋本   | 1.9 | 30.0      | 가이즈카시        | 가이즈카시        |              |            |
| 히가시사노             | 東佐野     | 1.5 | 31.5      | 이즈미사노시      | 이즈미사노시      |              |            |
| 구마토리               | 熊取       | 1.5 | 33.0      | 센난군 구마토리정 | 센난군 구마토리정 |              |            |
| 히네노                 | 日根野     | ■ 간사이 공항선 | 1.9       | 34.9              | 이즈미사노시      | 이즈미사노시 |            |
| 나가타키               | 長滝       | | 1.4       | 36.3              | 이즈미사노시      | 이즈미사노시 |            |
| 신게                   | 新家       | 2.3 | 38.6      | 센난시            | 센난시            |              |            |
| 이즈미스나가와         | 和泉砂川   | 1.9 | 40.5      | 센난시            | 센난시            |              |            |
| 이즈미톳토리           | 和泉鳥取   | 2.8 | 43.3      | 한난시            | 한난시            |              |            |
| 야마나카다니           | 山中渓     | 1.9 | 45.2      | 한난시            | 한난시            |              |            |
| 기이                   | 紀伊       | 8.1 | 53.3      | 와카야마현        | 와카야마시        | 와카야마시   |            |
| 무소타                 | 六十谷     | 3.9 | 57.2      | 와카야마현        | 와카야마시        | 와카야마시   |            |
| 기이나카노시마         | 紀伊中ノ島 | 3.0 | 60.2      | 와카야마현        | 와카야마시        | 와카야마시   |            |
| 와카야마               | 和歌山     | ■ 기세이 본선 (기노쿠니 선) ■ 와카야마 선 ■ 와카야마 전철 기시가와 선 | 1.1       | 와카야마현        | 와카야마시        | 와카야마시   | 61.3       |

## 같이 보기
- 어번 네트워크
- 오사카 순환선
- 기세이 본선
- 야마토지선
- 간쿠ㆍ기슈지 쾌속
- 간사이 공항선